# Pilot (Gilmore Girls)
"Pilot" es el 1.er episodio de la serie de televisión norteamericana Gilmore Girls. Se emitió originalmente en WB en los Estados Unidos el 5 de octubre de 2000. El episodio fue escrito por la creadora de la serie Amy Sherman-Palladino y dirigido por Lesli Linka Glatter.

## Argumento
Stars Hollow es un pueblo pintoresco de Connecticut, en el que viven Lorelai Gilmore, de 32 años, y su hija Rory, de casi 16. Luego de que Rory es aceptada en la exclusiva preparatoria privada Chilton, en Hartford, Lorelai se ve en un gran problema porque la matrícula de la nueva escuela es muy cara y debe cancelarla pronto para que su hija no pierda la vacante, así que no le queda más remedio que pedirles ayuda a sus padres. Sin embargo, existe cierta dificultad con ellos, puesto que hace 16 años Lorelai se embarazó de Rory y se fue de casa con su hija. Los padres de Lorelai, Emily y Richard, aceptan prestarle el dinero que ella necesita para la matrícula del colegio, con la condición de que deberán venir cada viernes a cenar. Pero Rory conoce a un chico, Dean, que parece gustarle, y cambia de parecer en cuanto a irse a otra escuela. Rory tiene una discusión con su madre en la que le dice que no irá a Chilton y ella responde que irá quiera o no. Ya durante la cena del viernes en casa de los padres de Lorelai, Richard menciona lo muy bien que le va a Christopher, el padre de Rory, en su negocio. Lorelai se molesta por eso y le pregunta a Emily si así serán todas las demás cenas, generándose una discusión entre ambas. Finalmente, cuando Rory se entera por la discusión de su madre y su abuela de quién pagará Chilton, se amista con Lorelai y dice que sí asistirá a la nueva escuela.

## Curiosidades
- Los escenarios de Stars Hollow, Luke's, la casa de Lorelai y la mansión Gilmore cambian en los próximos episodios, debido a que el piloto fue grabado en un estudio distinto.
- El pueblo canadiense donde se grabó el episodio piloto aparecerá siempre en los créditos de la serie.
- Las escenas del Stars Hollows 'real' son fácilmente diferenciables por la cantidad de coches que recorren las calles. Posteriormente en la serie será muy difícil ver un coche en movimiento.
- En la puerta de Kim's Antiques, aparece un anuncio de Interac, una tarjeta de crédito canadiense, sin embargo sabemos que la serie se desarrolla en los Estados Unidos.
- Rory recién va a cumplir 16 años en el episodio 6, Rory's birthday parties.
- En el piloto el estilo de vestir de Rory es bastante más estrafalario de lo que será posteriormente.
- Cuando Lorelai entra en la cocina y ve a Sookie en el suelo, ella exclama (dirigiéndose a uno de los ayudantes) ¡No estabas cuidándola! En la versión original, lo hace en español.

- Datos: Q7194347